# Buick Park Avenue
Buick Park Avenue (укр. Бьюїк-Парк Авеню) — повнорозмірний седан від General Motors (GM), який виготовлявся під маркою Buick з весни 1990 року до літа 2005 року у двох поколіннях.
Парк-Авеню був вершиною Бьюїка. Перший автомобіль з такою назвою був побудований з осені 1988 року до весни 1990 року, в той час він був розкішною версією тогочасного Buick Electra. Фактичне перше покоління вироблялося з весни 1990 р. до середини 1996 р., А з 1991 р. також поставлялось до Європи.
Він базувався на платформі C-body General Motors з приводом на передні колеса і був пов'язаний з Buick LeSabre, Oldsmobile 88/98 та Pontiac Bonneville та Cadillac DeVille/Fleetwood, але мав ряд чітких технічних характеристик.
Позначення Park Avenue використовувалося Buick з 1975 року для особливо багато оснащених версій свого попередника Buick Electra. Скоротившись із зовнішньої довжини 5,64 метра навесні 1984 року, назва Electra спочатку залишилася, але її поступово замінили General Motors на Park Avenue.
З 1988 по 1990 рік назву "Електра" все ще можна знайти в позначенні типу, але наступник повністю відмовився від неї і модель відтепер називається "Парк-авеню".
Виробництво закінчилося влітку 2005 року, наступником є Buick Lucerne.

## Перше покоління (1991–1996)

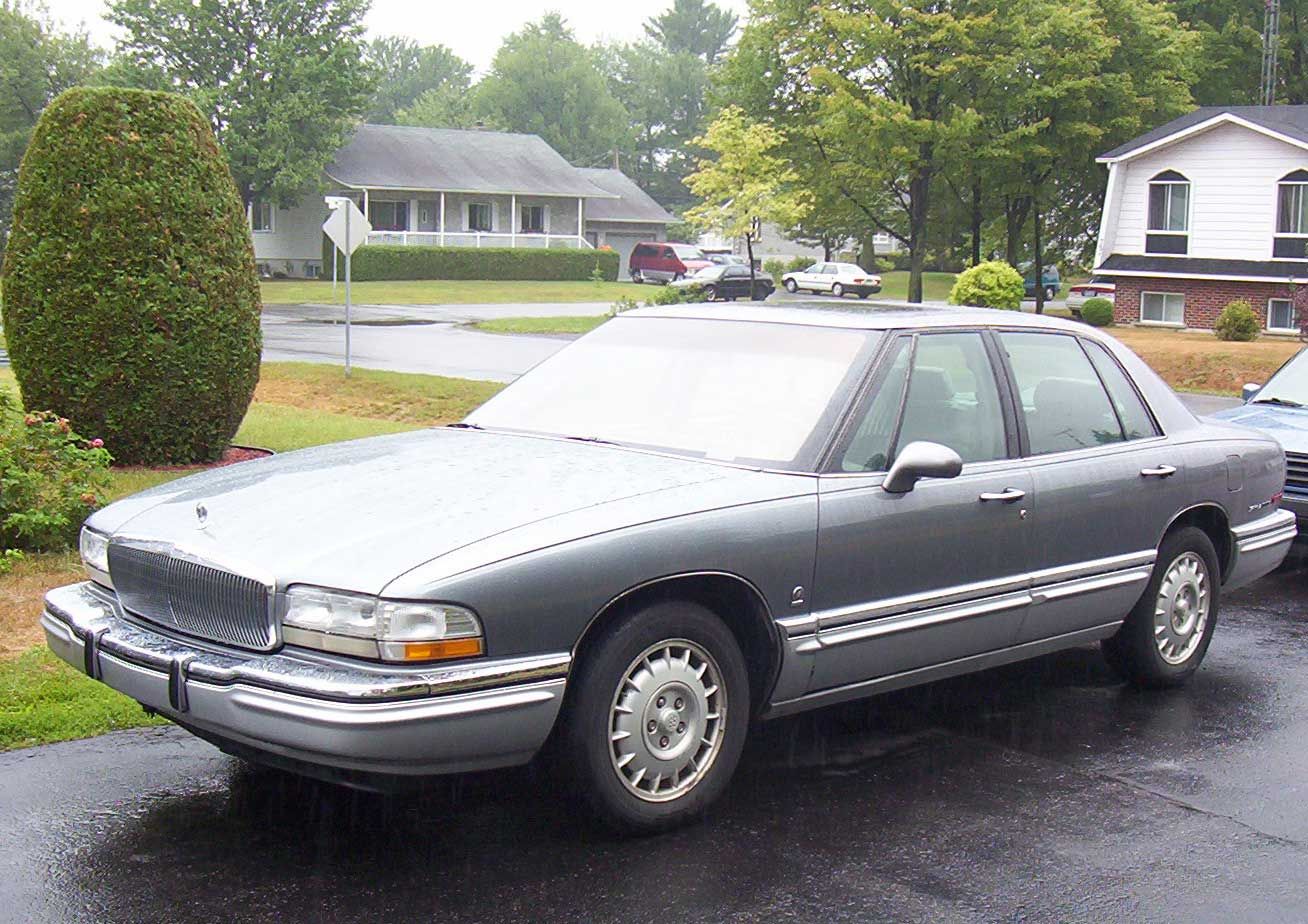
Buick Park Avenue I (1990-1996)

- 3800 V6 Series I L27 NA (91-94)
- 3800 V6 Series I L67 SC (91-94)
- 3800 V6 Series II L67 SC (1996)
- 3800 V6 Series II L36 NA (95-96)

## Друге покоління (1997–2005)

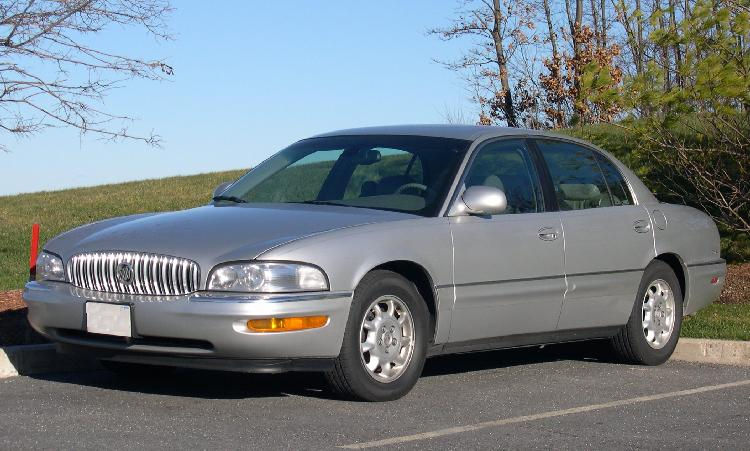
Buick Park Avenue II (1996-2005)

- 3.8 L Buick V6 (Series II)
- 3.8 L Buick V6 (Series II Supercharged)

## Третє покоління (2007–2012)

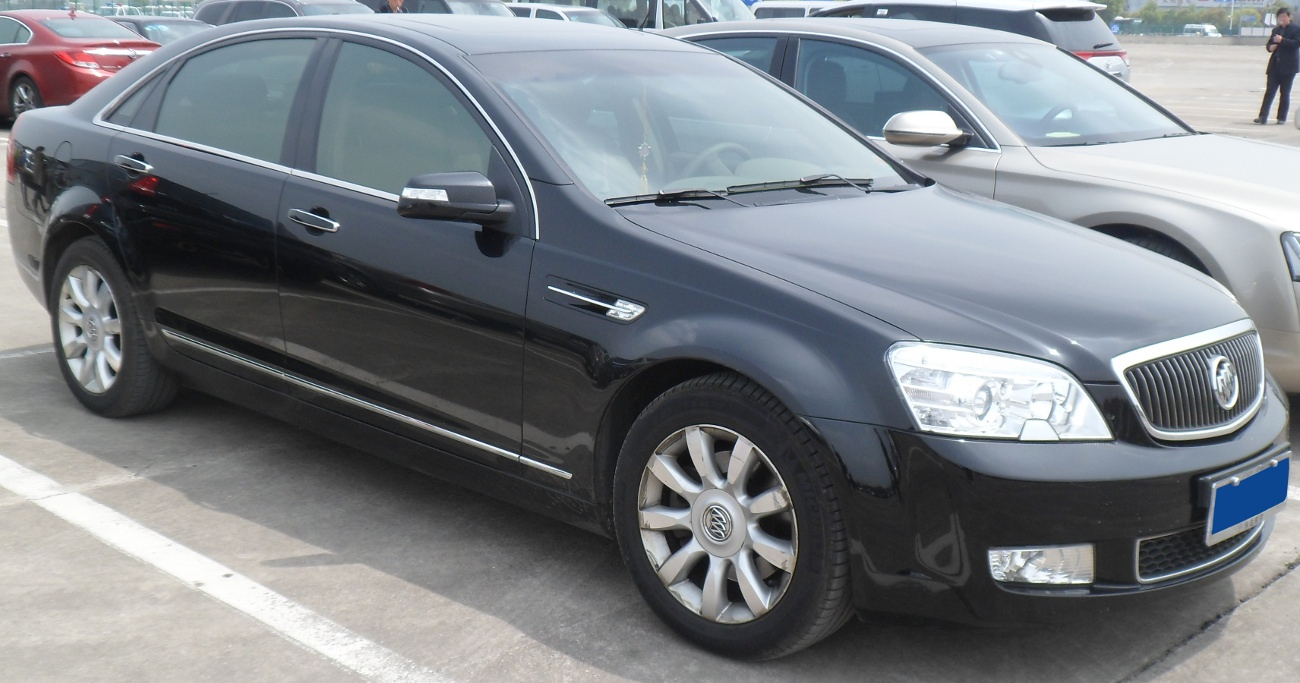
Buick Park Avenue CN

- 2.8 L LP1 V6
- 3.0 L LF1 V6
- 3.6 L LY7 V6